# Браунерхьельм, Августа
Беата Фредрика Августа Браунерхьельм (швед. Beata Fredrika Augusta Braunerhjelm; 2 ноября 1839 — 25 сентября 1929) — шведская писательница и драматург.

## Биография и творчество
Августа Браунерхьельм родилась в 1839 году, в семье камергера Самуэля Августа Браунерхьельма и графини Софии Таубе. О её жизни известно немного. Она никогда не была замужем; с 1877 по 1881 год жила в Италии из-за слабого здоровья, а в 1893 году посетила Всемирную выставку в Чикаго и написала о ней в Sydsvenska Dagbladet.
Её писательский дебют состоялся в 1870 году, когда её комедия «Kusinerna» была поставлена на сцене Королевского драматического театра в Стокгольме. Критики мало писали о премьере, однако пьеса была тепло принята публикой и выдержала 60 постановок. Впоследствии другие её комедии ставились в театрах Стокгольма, однако уже не имели такого успеха. Августа Браунерхьельм также писала трагедии, в том числе на сюжеты из истории. За трагедию «Kåre» она получила в 1879 году вторую премию Шведской академии.
В 1883 году писательница опубликовала два сборника рассказов: «Studier efter naturen: teckningar från Italien» и «Nya teckningar från Italien». В этих историях, действие которых происходит в Италии, она затрагивает множество актуальных вопросов эпохи. В 1898 году вышел сборник её сказок «I den tiden: sagor», а в 1900 году — роман «I unga dagar». После этого Браунерхьельм перестала печататься.
В творчестве Августы Браунерхьельм прослеживаются три периода: драматургический (с 1870 года), прозаический (с 1883) и публицистический (с конца XIX века). Её литературное наследие включает пять пьес, два сборника рассказов, роман и сборник сказок. Кроме того, она публиковала статьи в различных литературных журналах.
Августа Браунерхьельм умерла 25 сентября 1929 года.